# A Montréal Wanderers játékosainak listája
A Montréal Wanderers egy profi jégkorongcsapat volt a National Hockey League-ben 1917–1918-ban. Az alábbi játékosok legalább egy mérkőzésen jégre léptek az NHL-ben
| Ábécé szerinti tartalomjegyzék                      |
| --------------------------------------------------- |
| A B C D E F G H I J K L M N O P Q R S T U V W X Y Z |

## B
- Billy Bell

## G
- Gerry Geran

## H
- Harrold Hyland

## L
- Bert Lindsay

## M
- Jack Marks
- Jack McDonald

## O
- George O'Grady

## R
- Dave Ritchie
- Art Ross
- Skilton Raymie

## S
- Phil Stevens

## T
- Ken Thompson